# Front d'Alliberament del Poble Eslovè
El Front d'Alliberament del Poble Eslovè (en eslovè: Osvobodilna fronta slovenskega naroda), o simplement Front d'Alliberament (Osvobodilna fronta, OF), originalment anomenat Front Antiimperialista (Protiimperialistična fronta, PIF), era una organització política eslovena que tenia com a objectiu inicialment donar suport a la Unió Soviètica (encara estant en vigor el Pacte Mólotov-Ribbentrop) en la seva lluita contra les orientacions imperialistes dels Estats Units d'Amèrica i el Regne Unit i estava liderada pel Partit Comunista d'Eslovènia.
Quan el 1941 Alemanya va envair la Unió Soviètica iniciant l'Operació Barba-roja, el Front Antiimperialista va ser reanomenat i es va transformar en la principal resistència civil i organització política antifeixista eslovena, a pesar de la seva il·legalització, sota la direcció i el control dels comunistes eslovens durant la Segona Guerra Mundial. El seu braç militar eren els partisans eslovens. L'organització es va fundar a la província de Ljubljana el 26 d'abril de 1941 a la casa del crític literari Josip Vidmar. Els seus líders van ser Boris Kidrič i Edvard Kardelj.

## Programa
El programa del Front d'Alliberament del Poble Eslovè constava dels punts següents:
- Lluita armada com a eina
- Una Eslovènia unida
- Continuïtat de Iugoslàvia, major integració eslovena a la identitat iugoslava i proximitat amb el poble rus
- Lleialtat de totes les faccions al Front d'Alliberament
- Adhesió a la democràcia després de l'alliberament
- Acceptació de la Carta Atlàntica
- Creixement de les unitats partidistes i guàrdies populars en un front més ampli lluita per l'alliberament nacional[14]

## Història
Encara que el Front d'Alliberament estava format originalment per múltiples grups polítics d'esquerra, inclosos alguns socialistes cristians, un grup dissident del Sokol eslovè (també coneguts com a «demòcrates nacionals») i un grup d'intel·lectuals liberals al voltant de les revistes Sodobnost i Ljubljanski zvon. Durant el transcurs de la guerra, la influència del Partit Comunista d'Eslovènia va començar a créixer fins que els grups fundadors van signar l'1 de març de 1943 l'anomenada Dolomitska izjava («Declaració dels Dolomites») atorgant el dret exclusiu d'organitzar-se com a partit polític només als comunistes.
El 3 d'octubre de 1943, a l'Assemblea de Kočevje, el ple de 120 membres es va constituir com el màxim òrgan de govern civil del moviment antifeixista a Eslovènia durant la Segona Guerra Mundial.
El 19 de febrer de 1944 en el ple celebrat a Črnomelj, el Front d'Alliberament del Poble Eslovè va passar a anomenar-se Comitè d'Alliberament Nacional Eslovè i es va proclamar a si mateix com el parlament eslovè temporal. Una de les seves decisions més importants va ser que, després del final de la guerra, Eslovènia esdevindria un estat dins de la federació iugoslava.
Just abans del final de la guerra, el 5 de maig de 1945, el Comitè d'Alliberament Nacional Eslovè es va reunir per última vegada a la ciutat d'Ajdovščina, a la Venècia Júlia (aleshores formalment encara formava part del Regne d'Itàlia) i va establir el govern eslovè amb Boris Kidrič com el seu president. Després de la guerra, el Front d'Alliberament es va transformar en l'Aliança Socialista dels Treballadors d'Eslovènia.
El Front d'Alliberament va liderar un sistema de propaganda intensiu i específic. Va imprimir fulls volants, butlletins i material divers per a persuadir el poble sobre la seva causa i combatre les forces feixistes d'ocupació i els col·laboradors nazis locals que comptaven amb el suport de l'Església Catòlica. La ràdio del Front d'Alliberament, anomenada Kričač («Crit»), era l'única del seu tipus a l'Europa ocupada. Va emetre des de diversos llocs i les forces d'ocupació van confiscar els aparells de ràdio a la població local per a evitar que la sintonitzessin.
Els partisans eslovens van ser el braç armat del Front d'Alliberament, que va lluitar al principi com a guerrilla i després com a exèrcit, i va ser la primera força militar eslovena. El seu símbol més característic va ser la gorra triglavka. Al contrari que en altres parts de Iugoslàvia, on als territoris alliberats la vida política estava organitzada pels mateixos militars, els partisans eslovens estaven subordinats a l'autoritat política civil del Front d'Alliberament. Les activitats partidistes a Eslovènia van ser inicialment independents dels partisans de Josip Broz Tito al sud. La fusió dels partisans eslovens amb les forces de Tito va ocórrer el 1944.